# Кадюк Ігор Богданович
Кадюк Ігор Богданович (8 квітня 1953, м. Миколаїв Львів. обл.) — віолончеліст, педагог. Засл. арт. України (2007).
Закін. Львів. консерваторію (1977; викл. З. Залицяйло). Відтоді — викл. Чернів. уч-ща мист-в, водночас соліст лекторію та арт. камер. оркестру Чернів. філармонії. Один з ініціаторів створення (1992) та концертмейстер групи віолончелей (від 1996) симф. оркестру цієї філармонії. Виступав також у складі квартетів, тріо, як соліст з оркестрами «Де капо», Львів. симф., євр. музики.